# Distrito electoral de Chile
En Chile, un distrito electoral es una división electoral utilizada desde 1989, al término de la dictadura militar, con la creación del sistema binominal, que estableció un sistema bicameral conformado por la Cámara de Diputados de Chile y el Senado de Chile, con una elección de dos diputados por distrito y dos senadores por cada circunscripción electoral. Los distritos volvieron a cambiar drásticamente en 2018 luego de que el sistema bicameral fuera sustituido por el sistema D'Hondt.

## Listado de distritos electorales

### 1990-2018
| Nombre      | Comunas |
| ----------- | --- |
| Distrito 1  | Arica, Camarones, General Lagos, Putre                                                                              |
| Distrito 2  | Alto Hospicio, Camiña, Colchane, Huara, Iquique, Pica, Pozo Almonte                                                 |
| Distrito 3  | Calama, María Elena, Ollagüe, San Pedro de Atacama, Tocopilla                                                       |
| Distrito 4  | Antofagasta, Mejillones, Sierra Gorda, Taltal                                                                       |
| Distrito 5  | Chañaral, Copiapó, Diego de Almagro                                                                                 |
| Distrito 6  | Alto del Carmen, Caldera, Freirina, Huasco, Tierra Amarilla, Vallenar                                               |
| Distrito 7  | Andacollo, La Higuera, La Serena, Paihuano, Vicuña                                                                  |
| Distrito 8  | Coquimbo, Ovalle, Río Hurtado                                                                                       |
| Distrito 9  | Combarbalá, Canela, Illapel, Los Vilos, Punitaqui, Salamanca, Monte Patria                                          |
| Distrito 10 | Cabildo, La Calera, Hijuelas, La Cruz, La Ligua, Nogales, Papudo, Petorca, Puchuncaví, Quillota, Quintero, Zapallar |
| Distrito 11 | Calle Larga, Catemu, Llay-Llay, Los Andes, Panquehue, Putaendo, Rinconada, San Esteban, San Felipe, Santa María     |
| Distrito 12 | Limache, Olmué, Quilpué, Villa Alemana                                                                              |
| Distrito 13 | Isla de Pascua, Juan Fernández, Valparaíso                                                                          |
| Distrito 14 | Concón, Viña del Mar                                                                                                |
| Distrito 15 | Algarrobo, Cartagena, Casablanca, El Quisco, El Tabo, San Antonio, Santo Domingo                                    |
| Distrito 16 | Colina, Lampa, Tiltil, Pudahuel, Quilicura                                                                          |
| Distrito 19 | Independencia, Recoleta                                                                                             |
| Distrito 20 | Maipú, Estación Central, Cerrillos                                                                                  |
| Distrito 23 | Las Condes, Vitacura, Lo Barnechea                                                                                  |
| Distrito 24 | La Reina, Peñalolén                                                                                                 |
| Distrito 27 | El Bosque, La Cisterna, San Ramón                                                                                   |
| Distrito 30 | San Bernardo, Buin, Paine, Calera de Tango                                                                          |
| Distrito 31 | Alhué, Curacaví, El Monte, Isla de Maipo, María Pinto, Melipilla, Peñaflor, San Pedro, Talagante                    |
| Distrito 34 | San Fernando, Chimbarongo, Las Cabras, Peumo, Pichidegua, San Vicente de Tagua Tagua                                |
| Distrito 37 | Talca |
| Distrito 38 | Constitución, Curepto, Empedrado, Maule, Pelarco, Pencahue, Río Claro, San Clemente, San Rafael                     |
| Distrito 44 | Concepción, San Pedro de la Paz, Chiguayante                                                                        |
| Distrito 45 | Coronel, Florida, Hualqui, Penco, Santa Juana, Tomé                                                                 |
| Distrito 46 | Lota, Lebu, Arauco, Curanilahue, Los Álamos, Cañete, Contulmo, Tirúa                                                |
| Distrito 48 | Angol, Collipulli, Ercilla, Los Sauces, Lumaco, Purén, Renaico, Traiguén                                            |
| Distrito 49 | Curacautín, Galvarino, Lautaro, Lonquimay, Melipeuco, Perquenco, Victoria, Vilcún                                   |
| Distrito 51 | Cholchol, Freire, Nueva Imperial, Pitrufquén, Saavedra, Teodoro Schmidt                                             |

### 2018-actualidad
| Nombre      | Comunas |
| ----------- | --- |
| Distrito 1  | Arica, Camarones, Putre, General Lagos |
| Distrito 2  | Iquique, Alto Hospicio, Huara, Camiña, Colchane, Pica, Pozo Almonte |
| Distrito 3  | Antofagasta, Calama, Tocopilla, Mejillones, Taltal, San Pedro de Atacama, Sierra Gorda, María Elena, Ollagüe |
| Distrito 4  | Chañaral, Diego de Almagro, Copiapó, Caldera, Tierra Amarilla, Vallenar, Freirina, Huasco, Alto del Carmen |
| Distrito 5  | La Serena, La Higuera, Coquimbo, Andacollo, Vicuña, Paihuano, Ovalle, Monte Patria, Punitaqui, Combarbalá, Río Hurtado, Illapel, Salamanca, Los Vilos, Canela |
| Distrito 6  | La Ligua, Petorca, Cabildo, Zapallar, Papudo, Villa Alemana, Quilpué, Quintero, Puchuncaví, Quillota, Nogales, Hijuelas, La Calera, La Cruz, Limache, Olmué, San Felipe, Panquehue, Catemu, Putaendo, Santa María, Llay-Llay, Los Andes, Calle Larga, San Esteban, Rinconada |
| Distrito 7  | Valparaíso, Juan Fernández, Isla de Pascua, Viña del Mar, Concón, Algarrobo, Cartagena, Casablanca, El Quisco, El Tabo, San Antonio, Santo Domingo |
| Distrito 8  | Colina, Lampa, Quilicura, Pudahuel, Til Til, Cerrillos, Estación Central, Maipú |
| Distrito 9  | Recoleta, Independencia, Quinta Normal, Renca, Conchalí, Lo Prado, Cerro Navia, Huechuraba |
| Distrito 10 | Santiago, Providencia, Ñuñoa, Macul, La Granja, San Joaquín |
| Distrito 11 | Las Condes, La Reina, Peñalolén, Vitacura, Lo Barnechea |
| Distrito 12 | La Florida, La Pintana, Puente Alto, Pirque, San José de Maipo |
| Distrito 13 | El Bosque, La Cisterna, Lo Espejo, Pedro Aguirre Cerda, San Miguel, San Ramón |
| Distrito 14 | Alhué, Buin, Calera de Tango, Curacaví, El Monte, Isla de Maipo, María Pinto, Melipilla, Padre Hurtado, Paine, Peñaflor, San Bernardo, San Pedro, Talagante |
| Distrito 15 | Codegua, Coinco, Coltauco, Doñihue, Graneros, Machalí, Malloa, Mostazal, Olivar, Quinta de Tilcoco, Rancagua, Rengo, Requínoa |
| Distrito 16 | Pichilemu, Marchigüe, Navidad, Litueche, Paredones, La Estrella, Chimbarongo, San Fernando, Santa Cruz, Chépica, Lolol, Nancagua, Palmilla, Peralillo, Placilla, Pumanque, Las Cabras, Peumo, Pichidegua, San Vicente de Tagua Tagua                                         |
| Distrito 17 | Curicó, Hualañé, Licantén, Molina, Rauco, Romeral, Sagrada Familia, Teno, Vichuquén, Constitución, Curepto, Empedrado, Maule, Pelarco, Pencahue, Río Claro, San Clemente, San Rafael, Talca                                                                                  |
| Distrito 18 | Cauquenes, Chanco, Pelluhue, Colbún, Linares, Longaví, Parral, Retiro, San Javier, Villa Alegre, Yerbas Buenas |
| Distrito 19 | Cobquecura, Coelemu, Ninhue, Portezuelo, Quirihue, Ránquil, Treguaco, Bulnes, Chillán Viejo, Chillán, El Carmen, Pemuco, Pinto, Quillón, San Ignacio, Yungay, Coihueco, Ñiquén, San Carlos, San Fabián, San Nicolás                                                          |
| Distrito 20 | Chiguayante, Concepción, Coronel, Florida, Hualpén, Hualqui, Penco, San Pedro de la Paz, Santa Juana, Talcahuano, Tomé |
| Distrito 21 | Alto Biobío, Antuco, Arauco, Cabrero, Cañete, Contulmo, Curanilahue, Laja, Lebu, Los Álamos, Los Ángeles, Lota, Mulchén, Nacimiento, Negrete, Quilaco, Quilleco, San Rosendo, Santa Bárbara, Tirúa, Tucapel, Yumbel                                                          |
| Distrito 22 | Angol, Collipulli, Curacautín, Ercilla, Galvarino, Lautaro, Lonquimay, Los Sauces, Lumaco, Melipeuco, Perquenco, Purén, Renaico, Traiguén, Victoria, Vilcún |
| Distrito 23 | Carahue, Cholchol, Cunco, Curarrehue, Freire, Gorbea, Loncoche, Nueva Imperial, Padre Las Casas, Pitrufquén, Pucón, Saavedra, Temuco, Teodoro Schmidt, Toltén, Villarrica |
| Distrito 24 | Corral, Futrono, La Unión, Lago Ranco, Lanco, Los Lagos, Máfil, Mariquina, Paillaco, Panguipulli, Río Bueno, Valdivia |
| Distrito 25 | Fresia, Frutillar, Llanquihue, Los Muermos, Osorno, Puerto Octay, Puerto Varas, Purranque, Puyehue, Río Negro, San Juan de la Costa, San Pablo |
| Distrito 26 | Ancud, Calbuco, Castro, Chaitén, Chonchi, Cochamó, Curaco de Vélez, Dalcahue, Futaleufú, Hualaihué, Maullín, Palena, Puerto Montt, Puqueldón, Queilén, Quellón, Quemchi, Quinchao                                                                                            |
| Distrito 27 | Aysén, Cisnes, Guaitecas, Chile Chico, Río Ibáñez, Cochrane, O'Higgins, Tortel, Coyhaique, Lago Verde |
| Distrito 28 | Natales, Torres del Paine, Río Verde, San Gregorio, Punta Arenas, Laguna Blanca, Porvenir, Primavera, Timaukel, Cabo de Hornos, Antártica |